# 2016年共和党全国代表大会

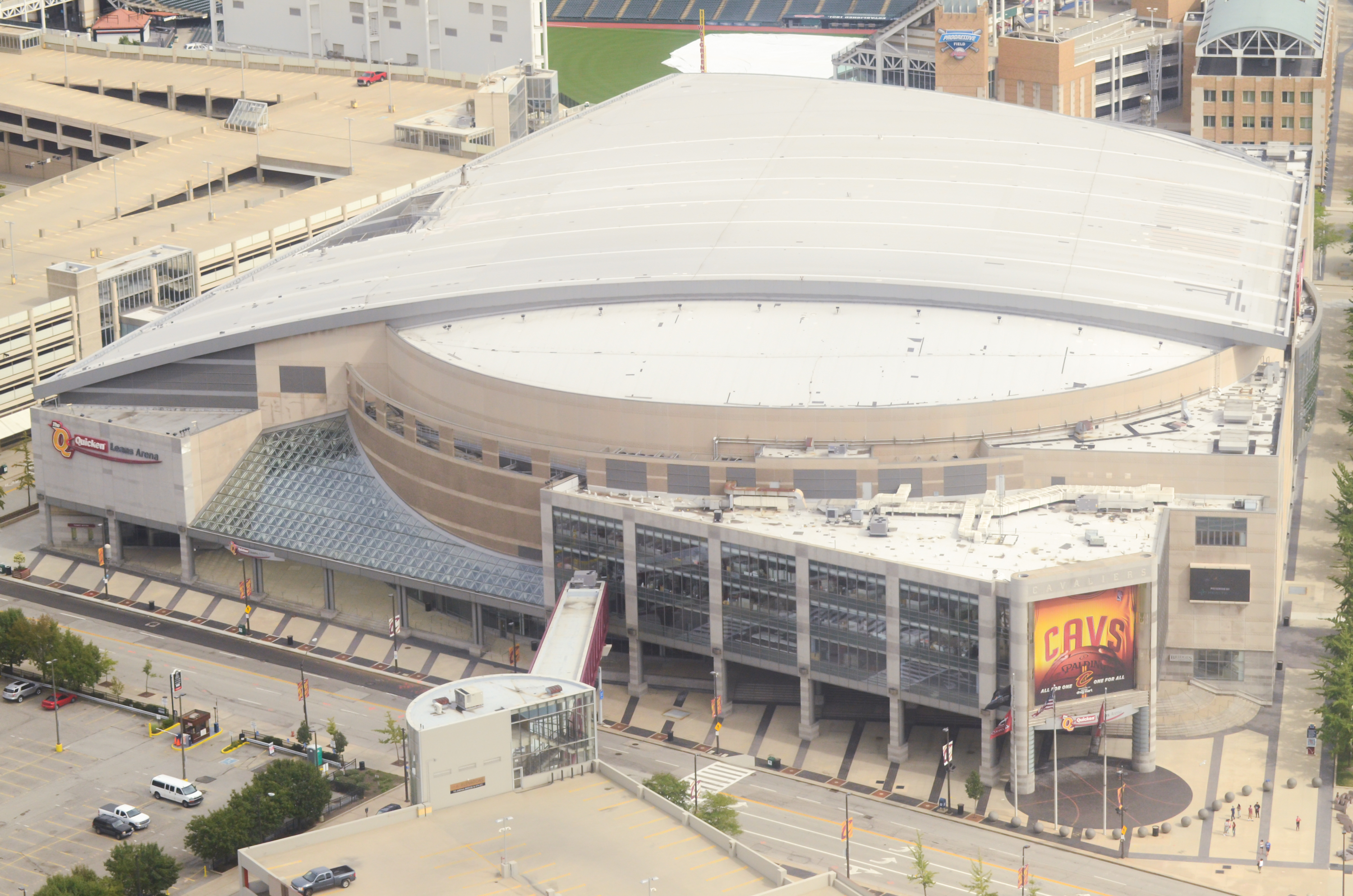
党代会举办地快贷球馆

2016年共和党全国代表大会于2016年7月18日至21日在俄亥俄州克利夫兰的快贷球馆举行，会上美國共和黨的代表选出代表该党参选2016年美国总统选举的总统和副总统的候选人。这是克利夫兰第三次主办这项活动，且是自1936年来的第一次。除了决定党的全国候选人名单外，该大会也将批准党的政纲。
共和党全国代表大会有2,472名代表，候选人需要得到简单多数也就是1,237或更多的代表支持以取得总统候选人的资格。大多数的代表将至少在第一轮投票时受到初选结果的约束。党代会最终提名唐纳德·特朗普和迈克·彭斯分别作为总统和副总统候选人。

## 背景
民主党和共和党都将2016年的党代表大会定于七月底，在奥运会之前举行，而非如2008年和2012年般在奥运会之后举行。CNN报道称，共和党将其党代表大会定于七月举行的原因是避免发生如2012年般冗长的初选，并留出更多时间让整个党团结在候选人周围。根据CNN报道，共和党全国委员会还考虑过在六月举行党代会。民主党则紧随其后，将其党代表大会定于共和党党代表大会一个星期后举行，以做出更快的应对。
2016年5月3日，德克萨斯州众议员泰德·克鲁兹宣布終止競選活動（退选）后，共和党全国委员会主席赖因斯·普里巴斯宣布商人唐纳德·川普为共和党假定提名的總統候選人（實際上勝出總統初選）。次日，俄亥俄州州长约翰·凯西克宣布退选，更加巩固特朗普假定提名人地位。特朗普是继1940年共和党总统候选人温德尔·威尔基后第一个在获提名前没有担任过政府官员或在军队中任职的主要政党总统候选人，也是继1952年共和党总统候选人德怀特·艾森豪威尔上将后第一个没有从政经验的主要政党总统候选人。
这是自1980年第一次完全于7月进行的共和党全国代表。

### 申办流程
2014年4月2日，共和党全国委员会宣布2016年党代会候选城市为辛辛那提、克利夫兰、达拉斯、丹佛、堪萨斯城和拉斯维加斯。6月下旬，克利夫兰和达拉斯成为最终候选的两座城市。7月8日，克利夫兰当选为主办城市。

### 主办机构
位于俄亥俄州的非营利无附属政治机构的2016克利夫兰主办委员会（The 2016 Cleveland Host Committee）是这次党代会的官方和联邦指定主办机构，其职责是“推进俄亥俄东北部以及克利夫兰更具代表性，及在举办2016年共和党代表大会期间减轻地方政府压力”。委员会成员由俄亥俄州的知名商界人士、公民领袖和其他社区领袖组成，委员会主席为大卫·吉尔伯特。大会筹办过程中，组委会发现筹钱有些困难。钱款一般来自企业捐款，而一些企业给2012年党代会捐款上十万美元却没有为2016年党代会出钱，包括摩根大通、通用电气、福特汽车公司、摩托罗拉解决方案和安进。其中一些企业没有出钱的因素包括不愿与特朗普扯上关系以及担心会场内发生暴力冲突。2016年7月党代会开始后，组委会宣布已筹得其6400万美元筹款目标中的5800万，并寻求屡次给共和党出钱的富翁谢尔登·阿德尔森弥补剩下的600万美元缺口。

### 安全安排和规划
本次党代会是美国国土安全部指定的国家安全特别事件，这意味着执法方的层级可至特勤局和国土安全部。会前，一份要求在大会举办地快贷球馆允许公开持枪的网络倡议得到45000份签名，不过，负责大会安保事宜的特勤局宣布不允许携带枪支进入场馆内以及紧挨场馆的“安全区域”。特勤局于2016年5月下旬发表的一份声明称：“携带枪支的个人不允许通过指定位置的外围安检口，不论其是否持有参加大会的票证。”根据有关规定，特勤局有权在需要保护特定个人的场所限制枪支及其他武器。
克利夫兰警察局获得了5000万美元的联邦补助金来进行警务活动，其中2000万用于购买了超过2000套防暴警员装备，剩余3000万会则用于人事方面。克利夫兰当局在紧挨大会举办场馆的约440万平方米（1.7平方英里）“安全区域”禁止水枪、剑、网球和保温壶，但根据俄亥俄州一份允许公开持枪的法律，此区域允许持枪。美国全国有色人种协进会克利夫兰分支机构于2016年3月致信市郡领导对大会安全表示担忧，称警察没有准备好应对“可能出现的挥舞枪支的抗议示威者”。克利夫兰市警察工会也表达了类似的担忧，称警察的训练和装备配备方面都没有跟上进度。7月16日，大会开始前一天，市警察工会要求俄亥俄州州长约翰·凯西克暂停该州的公开持枪法，以阻止在大会区域持枪，但遭到凯西克拒绝。他表示：“俄亥俄州的州长无权根据这个建议，武断地暂停联邦和州的宪法赋予的权利或州的法律”。
大会开始前，网上出现了一些钓鱼式攻击团伙，可能是黑客试图在会场网络中寻找漏洞。此前，民主党全国委员会的网络系统已经被可能与俄罗斯有联系的黑客攻击，泄露出针对特朗普做的对手调查。2016年7月17日，《纽约时报》报道称：“克利夫兰已特别派遣约500名警员处理大会安保，并从远到加利福尼亚和得克萨斯的警察局调来上千名警员来协助”。

### 抗议计划
《洛杉矶时报》2016年3月的一篇文章认为大会现场恐将出现动荡不稳的局面，原因包括“（举办）城市曾发生饱受争议的警察开枪事件和种族间的紧张对立；候选人（特朗普）声称如果他获得代表票数最多却不能拿到提名的话，他的支持者会暴动；以及警方有着滥用暴力的坏名声”。特别是克利夫兰曾发生警察枪杀平民的塔米尔·莱斯枪杀案和蒂莫西·罗素和马丽萨·威廉姆斯枪杀案，而且2014年司法部一份调查曾批评克利夫兰警察习惯性运用“不合理且不必要的武力”，因而克利夫兰警察局被质疑是否有管控抗议的能力。自从本次大会消息最早于2014年公布开始，左翼人士便一直计划抗议行动。到5月19日时，六个组织已经提交抗议活动许可申请，但还没有一个通过。克利夫兰当局甚至公开了申请资料，希望借此拖延时间，而民主党代表大会举办地费城当局已经批准了一个抗议活动。第二天，又有一些组织递交了抗议活动申请，包括艾滋病保健基金会、全球零核等。2016年5月，美国公民自由联盟表示将代表“公民支持特朗普”（Citizens for Trump）和“组织俄亥俄”（Organize Ohio）发起法律诉讼，称抗议活动许可迟迟不下发阻碍了抗议者的行动。2016年6月14日美国公民自由联盟正式在联邦地方法院提起诉讼。

### 出席者与不出席者
在特朗普越来越接近获得提名人身份的过程中，一些共和党大佬宣布不会出席党代会。仍在世的前几次大选共和党总统候选人中，只有1996年大选提名人鲍勃·多尔宣布会参加党代会；米特·罗姆尼（2012年）、约翰·麦凯恩（2008年）、乔治·沃克·布什（2004年和2000年）、乔治·赫伯特·沃克·布什（1988年和1992年）均表示不会出席大会。还有一些州长、众议院代表和参议员，尤其是面临竞争激烈的选举的那些，也表明不会参加大会，以远离特朗普及更专注于选区内的选民。黨代表大會所在地俄亥俄、俄亥俄州州长凯西克没有参加大会，而代表俄亥俄的参议员罗伯·波特曼参加了大会，不过没有担任主要角色。2016年7月8日，内布拉斯加州参议员本·萨斯宣布不会出席大会。其他不参会的参议员包括史蒂夫·戴恩斯（蒙大拿州）、杰夫·弗雷克（亚利桑那州）和丽萨·穆尔科斯基（阿拉斯加州）。
一些企业，包括可口可乐、微软和惠普缩减了参会规模并减少了对党代会活动的捐助。2016年6月，富国银行集团、UPS、摩托罗拉、摩根斯坦利、福特和沃尔格林博姿等六个资助了2012年党代会的公司宣布不会资助2016年的本次党代会。苹果公司随后也表示鉴于特朗普在某些选举议题上的立场，将撤回对党代会的资助。

### 座位安排
大会开始两天前的7月16日，各州及美国各属地代表的座位安排公布。俄亥俄州和得克萨斯州的代表座位被安排到了最后面，这被视为因这些州在初选中没有支持特朗普（俄亥俄州和得克萨斯州初选得票率最高的分别是凯西克和克鲁兹）而对代表施加的惩罚。

## 大会委员会
根据共和党规定，本次党代会共设四个委员会，在党代会开幕前为特定目的会面。每个委员会由分别来自美国50个州、5个属地和哥伦比亚特区的一男一女共112人组成，这些成员由上述地区的56个代表团选出，每个代表团自行确定流程。党代会开幕前一周，每个委员会分别在克利夫兰的亨廷顿会议中心（Huntington Convention Center）会面。

### 规则和议程委员会
规则和议程委员会（Committee on Rules and Order of Business），或称规则委员会（Rules Committee），负责制定党代会的规则和直到下次党代会之前共和党遵循的规定，于7月14日会面。该委员会通过的规定必须经整个党代会采用才能生效。一般认为，规则委员会是权力最大的委员会。规则委员会主席是来自犹他州的伊妮德·米克尔森和来自马萨诸塞州的罗恩·考夫曼。
2016年6月，埃里克·奥基夫和戴恩·沃特斯组建了一个名为不受束缚代表（Delegates Unbound）的组织，根据CNN的报道，该组织尝试说服代表们他们有权力和能力给他们想要的人投票。大会代表坎达尔·安鲁也尝试说服其他代表更改大会规则，加入一个“良心条款”以便受（初选结果）束缚必须支持特朗普的代表可以投票反对他。2016年7月14日，规则委员会在连续15小时的马拉松式会议后，以84票对21票否决了向大会递交允许解放代表的“少数派报告”，从而为特朗普获得提名铺平道路。规则委员会还一致通过更改40(b)规则，这个颇具争议的规则原本要求候选人必须在八个州得票领先才能有机会在党代会上获得提名，修改后只需五个州即可。

### 政纲委员会
政纲委员会（Platform Committee）负责提出政纲草案，其拟出的草案必须经党代会批准生效，委员会于7月11日和12日进行两天的公开听证。政纲委员会的主席是怀俄明州参议员约翰·巴拉索。为讨论政纲相关事宜，共和党全国委员会组织了多达十场闭门会议，参会者包括企业游说者和官员，来自美国石油学会、爱迪生电气学会、全国制造商协会、哈德逊研究所、能源研究协会和美国健康保险计划等。

### 资格委员会
资格委员会（Credentials Committee）负责处理有关大会代表资格的纠纷，评估受到质疑的代表，以及有代表确定取消资格时提供替代人选建议。委员会主席是前共和党全国委员会主席麦克·邓肯和阿肯色州共和党主席道尔·韦伯。

### 筹备委员会
筹备委员会（Committee on Arrangements）负责安排大会日程和后勤工作，主席是前威斯康辛州共和党主席史蒂夫·金。

## 提名結果
| 候选人       | 在第一轮投票中承诺的代表 | 代表"软计算" | 最終得票        |
| ------------ | ------------------------ | ------------ | --------------- |
| 唐纳德·川普  | 1,441                    | 1,537        | 1,725           |
| 泰德·克鲁兹  | 551                      | 569          | 484             |
| 马可·卢比奥  | 173                      | 166          | 123             |
| 约翰·凯西克  | 161                      | 164          | 125             |
| 本·卡森      | 9                        | 7            | 7               |
| 杰布·布希    | 4                        | 4            | 3               |
| 其他候选人   | 3                        | 3            | 2 （兰德·保罗） |
| 未表态的代表 | 130                      | 19           | 0               |
| 可委托的代表 | 0                        | 3            | 3（棄權）       |

1. 1 2 3 4 5 6  Indicates withdrawn candidates whose delegates may be released on the first ballot
2. 1 2 3 4 5  Not eligible for the convention ballot due to Rule 40b, requiring a majority of delegates in eight states, making these delegates technically uncommitted